# كاي ميكالكه
كاي ميكالكه (بالألمانية: Kai Michalke)‏ (5 أبريل 1976 ببوخوم في ألمانيا - ) هو لاعب كرة قدم ألماني في مركز الهجوم. شارك مع منتخب ألمانيا تحت 21 سنة لكرة القدم وGermany national football Α2 team ‏. أما مع النوادي، فقد لعب مع ألمانيا آخن وفاتنشايد 09 ونادي بوخوم ونادي دويسبورغ ونادي نورنبرغ ونادي هرتا برلين وهيراكليس ألميلو.

## وصلات خارجية
- كاي ميكالكه على موقع الاتحاد الدولي (مؤرشف)  (الإنجليزية)
- كاي ميكالكه على موقع إي إس بي إن إف سي (الإنجليزية)
- كاي ميكالكه على موقع قاعدة بيانات كرة القدم.إي يو (الإنجليزية)
- كاي ميكالكه على موقع بيانات كرة القدم. دي إي (الألمانية)
- كاي ميكالكه على موقع Soccerway.com (الإنجليزية)
- كاي ميكالكه على موقع عالم كرة القدم.نت (الإنجليزية)